# Ingrid Psimmas
Ingrid Psimmas (* 15. Januar 1945 in Berlin; † 14. Juni 2009 ebenda) war eine deutsche Politikerin (Bündnis 90/Die Grünen).

## Leben
Psimmas war von Beruf LKW-Fahrerin. Von 1986 bis 1990 gehörte sie zu den ersten bayerischen Landtagsabgeordneten der Grünen, ab April 1989 war sie als Schriftführerin Mitglied des Landtagspräsidiums.
Sie war die erste offen lesbisch lebende Landtagsabgeordnete in Bayern und setzte sich gegen starke Widerstände im Landtag insbesondere für Frauenrechte und die Gleichstellung von Lesben und Schwulen ein. Durch ihr Engagement gegen Gewalt gegen Frauen sah sich Psimmas bei einer Landtagssitzung im Dezember 1986 wiederholten Verbalattacken aus Reihen der CSU ausgesetzt, die insbesondere auf ihre Herabsetzung aufgrund ihrer wenig an Rollenerwartungen angepassten Geschlechtsdarstellung als Frau abzielten. Eine daraus folgende Solidarisierung von im Landtag vertretenen Frauen über Parteigrenzen hinweg war in der Erinnerung der grünen Abgeordneten Margarete Bause ein „Meilenstein gegen die damals herrschende Chauvi-Kultur im Landtag“.
Abseits ihrer Arbeit im Rahmen der Parteipolitik war Ingrid Psimmas langjährige Mitfrau, Unterstützerin und Aktive des Frauenzentrums Regensburg.

## Reden und Anfragen im Bayerischen Landtag
- Tumultartig aus Reihen der CSU-Fraktion unterbrochene Rede von Psimmas zu patriarchalen Gewaltstrukturen in Deutschland, 1986 (S. 298-301) (PDF; 4,4 MB)
- Mündliche Anfrage von Psimmas an Staatsministerin Berghofer-Weichner zu HIV-Tests bei Häftlingen in bayerischen Justizvollzugsanstalten, 1987 (S. 1134/1135) (PDF; 6,4 MB)
- Rede von Psimmas zum Thema Gewalt gegen lesbische Frauen und Mädchen, 1988 (S. 3243-3245) (PDF; 6,1 MB)